# Kake
Kake è una città degli Stati Uniti d'America, situata nella Census Area di Prince of Wales-Hyder, nello Stato dell'Alaska.